# Bifidocoelotes latus
Espèce
Bifidocoelotes latus est une espèce d'araignées aranéomorphes de la famille des Agelenidae.

## Distribution
Cette espèce est endémique du Guangxi en Chine,. Elle se rencontre dans le xian de Jinxiu.

## Description
La femelle holotype mesure 5,20 mm.

## Systématique et taxinomie
Cette espèce a été décrite par Liu, Xu, Wang et Yin en 2024.

## Publication originale
- Liu, Xu, Wang & Yin, 2024 : « Two new species of the genus Bifidocoelotes from southern China, with the first description of the male of Bifidocoelotes elongatus (Agelenidae, Coelotinae). » Acta Arachnologica Sinica, vol. 33, no 2, p. 71-82.